# Bauer Bank Block
Pour les articles homonymes, voir Bauer.
Le Bauer Bank Block est un ancien bâtiment bancaire américain situé à Mancos, dans le comté de Montezuma, au Colorado. Il est inscrit au Registre national des lieux historiques depuis le 11 octobre 2003.